# Lubbock (Mondkrater)
Lubbock ist ein kleiner Einschlagkrater auf der Mondvorderseite am Rand des Mare Fecunditatis, nördlich des Kraters Gutenberg und südwestlich von Messier.
Der Krater ist unauffällig und flach. Er überlagert den nördlichen Ausläufer der Rimae Goclenius.
| Buchstabe | Position          | Durchmesser | Link |
| --------- | ----------------- | ----------- | ---- |
| C         | 4,9° S, 39,87° O  | 7 km        |      |
| D         | 4,6° S, 39,15° O  | 11 km       |      |
| G         | 3,72° S, 39,27° O | 11 km       |      |
| H         | 2,69° S, 41,77° O | 9 km        |      |
| K         | 5,17° S, 38,33° O | 7 km        |      |
| L         | 5,01° S, 39,26° O | 6 km        |      |
| M         | 0,32° S, 38,68° O | 17 km       |      |
| N         | 1,6° S, 39,69° O  | 24 km       |      |
| P         | 2,95° S, 39,51° O | 7 km        |      |
| R         | 0,17° S, 40,45° O | 24 km       |      |
| S         | 0,63° N, 41,31° O | 25 km       |      |

Der Krater wurde 1935 von der IAU nach dem britischen Bankier, Mathematiker und Astronomen John William Lubbock offiziell benannt.